# Abburu, Hunsur
Abburu là một làng thuộc tehsil Hunsur, huyện Mysore, bang Karnataka, Ấn Độ.